# ألان جيفري
ألان جيفري (18 أكتوبر 1963 في أيرلندا الشمالية - ) (بالإنجليزية: Alan Jeffrey)‏ هو لاعب كريكت أيرلندي. شارك مع منتخب أيرلندا للكريكت.